# Bratislava Capitals
A Bratislava Capitals egy szlovák jégkorongcsapat volt Pozsonyban. A klub 2015 és 2022 között működött.

## Története

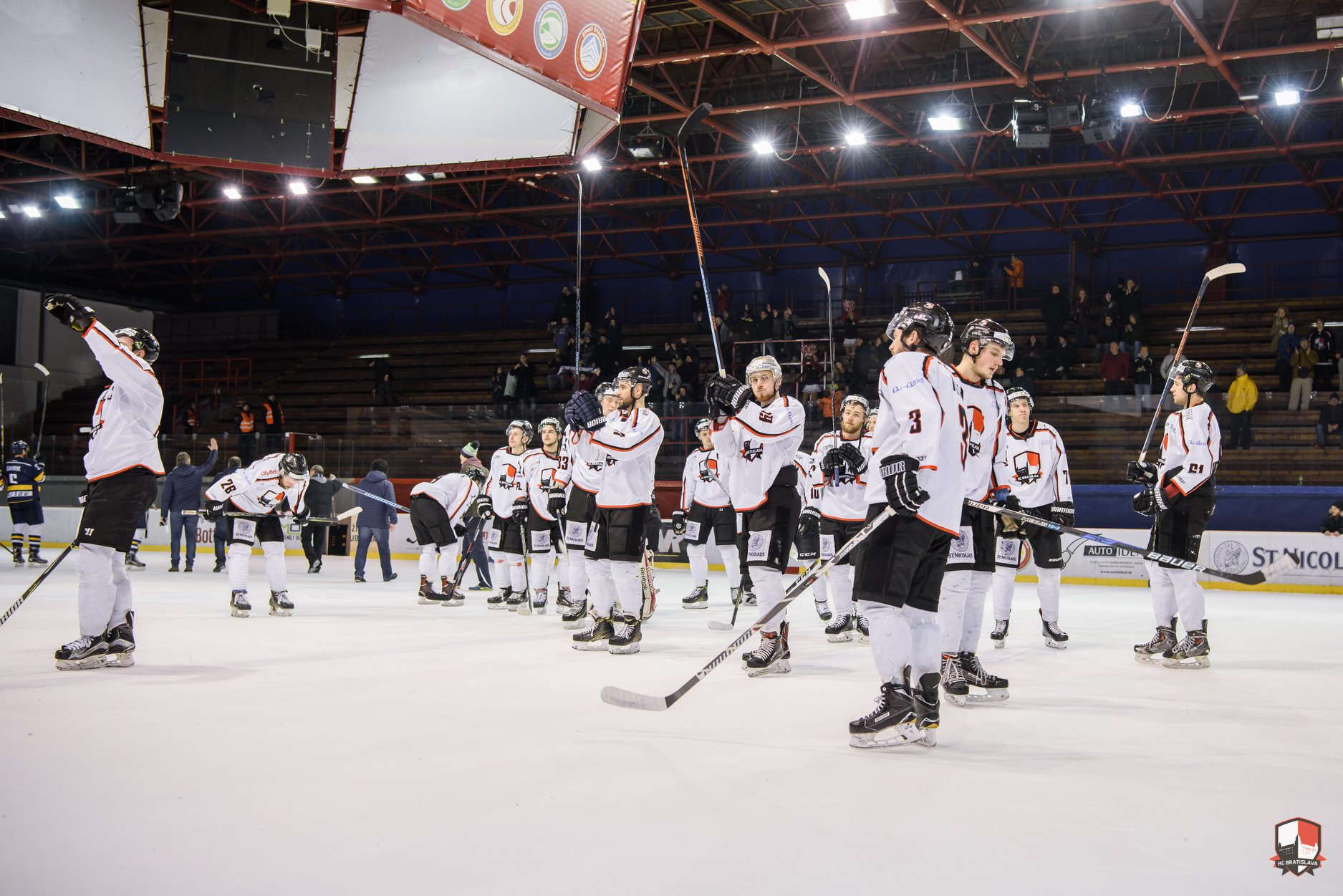
A HC OSMOS Bratislava csapata 2018-ban

A klubot 2015-ben alapították, hogy a szlovák bajnokságban újból legyen fővárosi csapat, mivel a HC Slovan Bratislava 2012-ben az orosz bázisú Kontinentális Jégkorong Ligához csatlakozott.
2021. november 16-án jelentették be, hogy visszavonják a csapatot a 2021-22-es szezonból. 2022. július 28-án a klub bejelentette megszűnését.

### Korábban használt nevek
- 2015 – HK Bratislava (Hokejový klub Bratislava)
- 2016 – HC Bratislava (Hockey Club Bratislava)
- 2017 – HC OSMOS Bratislava (Hockey Club OSMOS Bratislava)
- 2019 – Bratislava Capitals[3]
- 2020 – IClinic Bratislava Capitals

## Szezonok

### 2. hokejová liga
| Nyugati csoport | Nyugati csoport | Nyugati csoport | Nyugati csoport | Nyugati csoport | Nyugati csoport | Nyugati csoport | Nyugati csoport | Nyugati csoport | Rájátszás                               | Rájátszás                          | Rájátszás |
| Szezon          | LM              | GY              | GY. H.          | V. H.           | V               | G               | P               | Helyezés        | Negyeddöntő                             | Elődöntő                           | Döntő     |
| --------------- | --------------- | --------------- | --------------- | --------------- | --------------- | --------------- | --------------- | --------------- | --------------------------------------- | ---------------------------------- | --------- |
| 2015–16         | 18              | 5               | 1               | 1               | 11              | 70:86           | 18              | 6.              | -                                       | -                                  | -         |
| 2016–17         | 18              | 11              | 1               | 0               | 6               | 96:54           | 35              | 2.              | Győzelem a HK 2016 Trebišov ellen (2-0) | Vereség az MHK Humenné ellen (0-2) | -         |

### 1. hokejová liga
| Főszezon | Főszezon | Főszezon | Főszezon | Főszezon | Főszezon | Főszezon | Főszezon | Főszezon | Rájátszás                                | Rájátszás                                                | Rájátszás                                                |
| Szezon   | LM       | GY       | GY. H.   | V. H.    | V        | G        | P        | Helyezés | Negyeddöntő                              | Elődöntő                                                 | Döntő                                                    |
| -------- | -------- | -------- | -------- | -------- | -------- | -------- | -------- | -------- | ---------------------------------------- | -------------------------------------------------------- | -------------------------------------------------------- |
| 2017–18  | 46       | 17       | 2        | 4        | 23       | 146:169  | 59       | 6.       | Vereség a HC Prešov Penguins ellen (1-3) | -                                                        | -                                                        |
| 2018–19  | 45       | 20       | 3        | 5        | 17       | 160:139  | 71       | 7.       | Vereség a HK Martin ellen (0-3)          | -                                                        | -                                                        |
| 2019–20  | 48       | 36       | 1        | 5        | 6        | 233:106  | 115      | 1.       | Győzelem a HK Levice ellen (4-0)         | A rájátszás félbe lett szakítva a Covid-19 járvány miatt | A rájátszás félbe lett szakítva a Covid-19 járvány miatt |

### ICE Hockey League
| Főszezon | Főszezon | Főszezon | Főszezon | Főszezon | Főszezon | Főszezon | Főszezon | Főszezon | Alsóház                                   | Alsóház                                   | Alsóház                                   | Alsóház                                   | Alsóház                                   | Alsóház                                   | Alsóház                                   | Alsóház                                   | Rájátszás                                 | Rájátszás                                 | Rájátszás                                 |
| Szezon   | LM       | GY       | GY. H.   | V. H.    | V        | G        | P        | Helyezés | LM                                        | GY                                        | GY. H.                                    | V. H.                                     | V                                         | G                                         | P                                         | Helyezés                                  | Negyeddöntő                               | Elődöntő                                  | Döntő                                     |
| -------- | -------- | -------- | -------- | -------- | -------- | -------- | -------- | -------- | ----------------------------------------- | ----------------------------------------- | ----------------------------------------- | ----------------------------------------- | ----------------------------------------- | ----------------------------------------- | ----------------------------------------- | ----------------------------------------- | ----------------------------------------- | ----------------------------------------- | ----------------------------------------- |
| 2020–21  | 40       | 14       | 3        | 3        | 20       | 104:133  | 51       | 7.       | 10                                        | 4                                         | 1                                         | 2                                         | 3                                         | 26:26                                     | 22                                        | 6.                                        | Vereség a HC Bolzano ellen (1-4)          | -                                         | -                                         |
| 2021–22  | 14       | 5        | 2        | 1        | 6        | 42:45    | 26       | 14.      | Visszalépett szezon közben a bajnokságból | Visszalépett szezon közben a bajnokságból | Visszalépett szezon közben a bajnokságból | Visszalépett szezon közben a bajnokságból | Visszalépett szezon közben a bajnokságból | Visszalépett szezon közben a bajnokságból | Visszalépett szezon közben a bajnokságból | Visszalépett szezon közben a bajnokságból | Visszalépett szezon közben a bajnokságból | Visszalépett szezon közben a bajnokságból | Visszalépett szezon közben a bajnokságból |

## Vezetőedzők

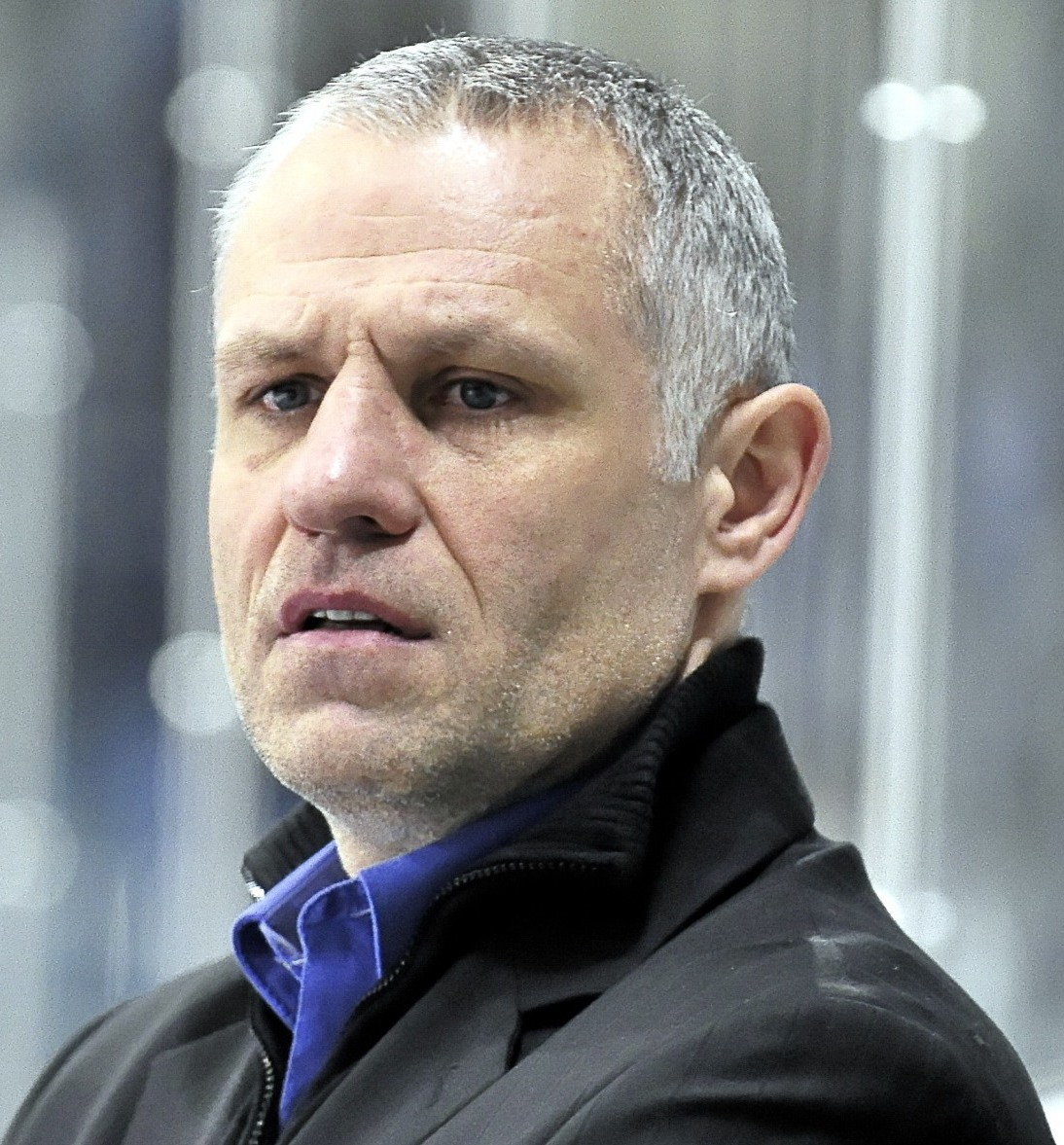
A csapat utolsó vezetőedzője, Peter Draisaitl, aki 2020 és 2022 között vezette a Bratislava Capitals-t

Peter Oremus (2019-2020)
 Rostislav Čada (2020-2020)
 Peter Draisaitl (2020-2022)